# English Teacher (serie de televisión)
English Teacher (El profesor en Hispanoamérica) es una serie de televisión estadounidense de comedia dramática creada por Brian Jordan Alvarez para FX. Alvarez interpreta a Evan Marquez, un profesor de colegio que se encuentra en la intersección de los aspectos personales, políticos y profesionales de trabajar en un colegio. Se estrenó el 2 de septiembre de 2024 en FX. La serie recibió críticas positivas por parte de la crítica.

## Sinopsis
La serie sigue a Evan Marquez, profesor de instituto, se encuentra en la intersección de los aspectos profesionales, políticos y personales de trabajar en un instituto.

## Elenco y personajes

### Principales
- Brian Jordan Alvarez como Evan Marquez, el profesor de inglés en Morrison-Hensley High School.
- Stephanie Koenig como Gwen Sanders, una compañera profesora y la mejor amiga de Evan.
- Enrico Colantoni como el Director Grant Moretti, el Director del instituto.
- Sean Patton como Mark Hillridge, el profesor de gimnasia y director deportivo del instituto.

### Recurrente
- Carmen Christopher como Rick,  el orientador escolar del instituto.
- Jordan Firstman como Malcolm, El exnovio de Evan y antiguo profesor del instituto.
- Langston Kerman como Harry, un nuevo profesor en el instituto e interés amoroso de Evan.
- Aliyah's Interlude como Tiffany, una estudiante en la clase de Evan.
- Savanna Gann como Becca, una estudiante en la clase de Evan.
- Ben Bondurant como Jeff, un estudiante en la clase de Evan.
- Mason Douglas como Frank, un estudiante en la clase de Evan.
- Scarlette Amber Hernandez como Monica, una estudiante en la clase de Evan.
- Matthew Smitley como Hartman, un estudiante en la clase de Evan.
- Treylan Newton como Tray, un estudiante en la clase de Evan.
- Dave Z. Martin como Jason, un estudiante en la clase de Evan.
- Pablo Maldonado-Hernandez como Pablo, un estudiante en la clase de Evan.
- Chris Riggi como Nick, el novio desempleado de Gwen que está construyendo una piscina en su patio trasero.

### Invitados
- Trixie Mattel como Shazam, una drag queen y amiga de Evan.
- Romy Mars como Kayla, una estudiante de la clase de Evan que sufre el «Síndrome de Kayla».
- Ivy Wolk como Chelsea, una estudiante en la clase de Evan que es la mejor amigo de Kayla.
- Jimmy Fowlie como Daniel, un camarero demasiado amable.
- Andrene Ward-Hammond como Sharon, una madre y una acompañante para la excursión.
- Jenn Lyon como Linda Harrison, una madre y propietaria de un negocio local con la que Evan está enfrentado.
- Ken Kirby como Pasha, el amigo de la universidad de Evan que trabaja para una empresa de energía.
- Michael Strassner como Mitch, el profesor de gimnasia que podría convertirse en el sustituto de Markie.

## Episodios
| N.º | Título           | Dirigido por         | Escrito por                                                | Fecha de emisión original | Código de prod. | Audiencia (millones) |
| --- | ---------------- | -------------------- | ---------------------------------------------------------- | ------------------------- | --------------- | -------------------- |
| 1 | «Pilot»          | Jonathan Krisel      | Brian Jordan Alvarez                                       | 2 de septiembre de 2024   | XETV1001        | 0.212                |
| Evan Marquez, un profesor de inglés en un colegio, es investigado cuando un padre lo denuncia por besar a su exnovio delante de sus alumnos. Evan se pasa la semana escribiendo una declaración en su defensa, pero la investigación se archiva después de que Markie, el profesor de gimnasia, amenaza con revelar a los amigos del club de campo del padre que su hijo es gay. El distrito prohíbe a Evan salir con compañeros de clase al mismo tiempo que Harry, un nuevo profesor, atrae la atención de Evan. |                  |                      |                                                            |                           |                 |                      |
| 2 | «Powderpuff»     | Brian Jordan Alvarez | Stephanie Koenig                                           | 2 de septiembre de 2024   | XETV1002        | 0.132                |
| La alianza LGBT del colegio pone en peligro la tradición de las animadoras. Evan trae a Shazam, una drag queen amiga, para que ayude a los chicos a montar una auténtica actuación drag. Mientras tanto, Gwen entrena a las chicas para jugar al fútbol con la ayuda de Markie, pero convence a los profesores para que les enseñen defensa personal. Después de darse cuenta de que Shazam está robando cosas del colegio, Grant cancela la actuación de las animadoras, pero los alumnos la hacen de todos modos. |                  |                      |                                                            |                           |                 |                      |
| 3 | «Kayla Syndrome» | Jonathan Krisel      | Brian Jordan Alvarez                                       | 9 de septiembre de 2024   | XETV1004        | 0.092                |
| Un encuentro muy revelador con Harry convence a Evan de que Harry está intentando ligar con él. Esto hace que Evan esquive a Harry durante toda la semana, a pesar de que los dos han sido emparejados para dirigir el baile de Bienvenida. Mientras tanto, una estudiante llamada Chelsea despierta simpatía por su amiga Kayla, que se autodiagnostica «Tourette asintomático»; Markie señala que se trata de una estratagema para que Chelsea gane popularidad. En el baile, Kayla es coronada Reina del Baile y le entrega la corona a Chelsea, asegurándose así su propia popularidad. Harry intenta hablar con Evan, pero éste entra en una espiral y lo rechaza de plano. Harry le aclara que tiene novio, pero que ambos mantienen una relación abierta. Él y Evan se besan brevemente antes de que Evan lo rechace de nuevo. |                  |                      |                                                            |                           |                 |                      |
| 4 | «School Safety»  | Jonathan Krisel      | Brian Jordan Alvarez                                       | 16 de septiembre de 2024  | XETV1005        | 0.116                |
| Markie resucita un club estudiantil de armas, para horror de Evan. Éste convence a su club para que organice una protesta en un intento de cerrar el club, pero Markie y el club organizan una contraprotesta idéntica. Moretti afirma que tiene las manos atadas y que no puede disolver el club a menos que exista una amenaza activa. Evan pide a su clase que escriba sobre actos atroces que harían si pudieran salirse con la suya. La redacción de uno de los alumnos se clasifica como «amenaza activa», por lo que se cierra el club, pero los profesores se ven obligados a recibir formación sobre armas de fuego. Mientras tanto, Gwen se siente consternada por su baja clasificación en una lista de las profesoras más atractivas que circula entre los alumnos e intenta vestirse con más glamour; más tarde se revela que Jeff, uno de los alumnos de Evan, lo hacía para manipularla y que se vistiera mejor.                                            |                  |                      |                                                            |                           |                 |                      |
| 5 | «Field Trip»     | Brian Jordan Alvarez | Dave King                                                  | 23 de septiembre de 2024  | XETV1003        | 0.137                |
| Los profesores facilitan una excursión de acampada. Evan y Gwen son acosados por Sharon, una madre acompañante que está paranoica con los juegos sexuales de los estudiantes. Evan se pone celoso después de enterarse de que Gwen invitó a Markie y Rick a ayudar a construir su piscina. Gwen admite que no cree que Evan sea una persona servicial y ambos se enzarzan en una pelea. Markie intenta ligar con Gwen regalándole sus gafas nocturnas, pero Evan se da cuenta de que son de látex (al que Gwen es alérgica). Evan y Gwen se reconcilian. |                  |                      |                                                            |                           |                 |                      |
| 6 | «Linda»          | Jonathan Krisel      | Jake Bender & Zach Dunn                                    | 30 de septiembre de 2024  | XETV1006        | 0.145                |
| Evan pone notas de suspenso a su clase por sus pobres redacciones sobre El rojo emblema del valor, lo que provoca la ira de Linda Harrison, la misma madre rica e influyente que antes le denunció por besar a Malcolm. Grant obliga a Evan a reunirse con Linda; durante el encuentro en su restaurante, Evan se niega a cambiar las notas. Linda toma represalias trayendo a un empleado del consejo escolar para que observe la clase de Evan y organizando un ayuntamiento de padres y profesores para arremeter contra la enseñanza de Evan. Markie sugiere demostrar que el restaurante de Linda está cometiendo fraude fiscal. Evan, con un micrófono, va a reunirse con Linda, donde ella admite que ha intentado mantener la relación con su hijo mayor pero que oculta su homosexualidad a su círculo social. Evan permite a la clase rehacer la redacción. Mientras tanto, Gwen intenta pillar a sus alumnos haciendo trampas y se cae por el techo al hacerlo. |                  |                      |                                                            |                           |                 |                      |
| 7 | «Convention»     | Kathryn Dean         | Brian Jordan Alvarez & Jake Bender & Zach Dunn & Dave King | 7 de octubre de 2024      | XETV1007        | 0.089                |
| Evan, Gwen, Markie, Rick y Grant asisten a una conferencia de profesores en Dallas, donde Evan y Gwen se enteran de que es posible que Grant contrate a un nuevo profesor para sustituir a Markie, y todos los seminarios parecen versar sobre el calamitoso estado de la enseñanza. Evan se encuentra con Pasha, un amigo de la universidad que ahora trabaja en la industria energética. Pasha se ofrece a contratar a Evan en su empresa, a lo que Evan se acoge. Sin embargo, Grant le recuerda que la enseñanza es lo que ama. A la mañana siguiente, Malcolm se enfrenta a Evan por su negativa a comprometerse en una relación exclusiva y Evan declara que sólo serán amigos. Evan abandona la compañía de Pasha tras darse cuenta de que se están burlando de Rick. El discurso inaugural de Grant es un éxito; después Grant y Markie admiten que Markie finge renunciar todos los años.                                                                         |                  |                      |                                                            |                           |                 |                      |
| 8 | «Birthday»       | Brian Jordan Alvarez | Brian Jordan Alvarez                                       | 14 de octubre de 2024     | XETV1008        | 0.090                |
| Malcolm lleva a Evan a un bar gay para una fiesta sorpresa por su 35 cumpleaños. Para vergüenza de Evan, asisten sus compañeros de trabajo, incluido Harry. Malcolm anima a Evan a acostarse con Harry, que también se le insinúa. En otro lugar del bar, Markie piensa en seducir a Gwen, que acaba de romper con Nick. Malcolm sube a Harry al escenario y Markie anima a Evan a que se acueste con él. Evan sube y besa a Malcolm, para sorpresa de Markie; éste declara más tarde que a veces hay que dejar que la gente sea como es. Esto anima a Gwen a volver con Nick. El grupo come hamburguesas en casa de Gwen y Nick, donde Malcolm y Evan se besan. |                  |                      |                                                            |                           |                 |                      |

## Producción

### Desarrollo
En junio de 2022, se anunció que FX ordenó la producción del piloto de la serie, con Brian Jordan Alvarez como guionista y productor ejecutivo, junto a Paul Simms. En noviembre de 2023, FX ordenó la producción de la serie.

### Casting
Con el anuncio de la serie, se anunció que Brian Jordan Alvarez protagonizará la serie. En septiembre de 2022, se anunció que Stephanie Koenig, Enrico Colantoni, Julian Sergi y Sean Patton se unieron al elenco principal de la serie, mientras que Jordan Firstman, Yissendy Trinidad y Langston Kerman se unieron al elenco recurrente. Más tarde, Sean Patton sustituyó a Sergi en el papel de Markie Hillridge.

## Lanzamiento
English Teacher se estrenó en FX en los Estados Unidos el 2 de septiembre de 2024. Los episodios se lanzaron en Hulu un día después de su emisión en FX. Los dos primeros episodios se estrenaron en la plataforma de streaming el 3 de septiembre de 2024. La serie se estrenó internacionalmente en la sección Star en Disney+.

## Recepción

### Respuesta de la crítica
En el sitio web del agregador de reseñas Rotten Tomatoes tiene un índice de aprobación del 98%, basándose en 42 reseñas con una calificación media de 8.1/10. El consenso crítico dice: «English Teacher no esconde la monotonía de la vida en la facultad, pero nunca se siente como una tarea, lo que la convierte en una comedia escolar mordaz y alegre». En Metacritic, tiene una puntuación media ponderada de 83 de 100, basada en 25 reseñas, indicando «aclamación universal».

### Audiencias en streaming
En el sitio web del agregador de streaming Reelgood, que supervisa en tiempo real los datos de 20 millones de usuarios de EE. UU. sobre programas y películas originales y adquiridos en streaming a través de servicios de vídeo a la carta por suscripción (SVOD) y vídeo a la carta con publicidad (AVOD), ha informado de que English Teacher fue el octavo programa más visto en EE. UU. entre el 29 de agosto y el 4 de septiembre de 2024. A continuación, la serie ascendió al cuarto puesto en las listas de los programas más vistos en la semana que finalizó el 11 de septiembre de 2024, antes de pasar al noveno puesto en la semana que finalizó el 14 de septiembre de 2024.

### Premios y nominaciones
| Año  | Premiación                       | Categoría                                           | Nominado(s)                                                                                         | Resultado | Ref.   |
| ---- | -------------------------------- | --------------------------------------------------- | --------------------------------------------------------------------------------------------------- | --------- | ------ |
| 2025 | Premios de la Crítica Televisiva | Mejor serie de comedia                              | English Teacher                                                                                     | Pendiente | [ 31 ] |
| 2025 | Premios de la Crítica Televisiva | Mejor actor en una serie de comedia                 | Brian Jordan Alvarez                                                                                | Pendiente | [ 31 ] |
| 2025 | Premios de la Crítica Televisiva | Mejor actriz de reparto en serie de comedia         | Stephanie Koenig                                                                                    | Pendiente | [ 31 ] |
| 2025 | Premios Independent Spirit       | Mejor serie guionizada                              | Brian Jordan Alvarez, Paul Simms, Jonathan Krisel, Dave King, Kathryn Dean, Jake Bender y Zach Dunn | Pendiente | [ 32 ] |
| 2025 | Premios Independent Spirit       | Mejor interpretación de serie guionizada            | Brian Jordan Alvarez                                                                                | Pendiente | [ 32 ] |
| 2025 | Premios Independent Spirit       | Mejor interpretación de reparto de serie guionizada | Enrico Colantoni                                                                                    | Pendiente | [ 32 ] |
| 2025 | Premios Independent Spirit       | Mejor interpretación de reparto de serie guionizada | Stephanie Koenig                                                                                    | Pendiente | [ 32 ] |
| 2025 | Premios Satellite                | Mejor serie de comedia o musical                    | English Teacher                                                                                     | Pendiente | [ 33 ] |

## Controversias
En diciembre de 2024, Alvarez, creador y protagonista de la serie, fue acusado de agresión sexual por una antiguo colaborador.